# (4465) Rodita
(4465) Rodita ist ein Hauptgürtelasteroid, der am 14. Oktober 1969 von Bella Burnaschewa vom Krim-Observatorium aus entdeckt wurde.
Der Asteroid wurde nach der russischen Kunstkritikerin Tat'yana Mikhajlovna Rodina (1914–1989) benannt.